# Station Aranjuez
Station  Aranjuez is een spoorwegstation in Aranjuez in de Spaanse regio Madrid dat in 1851 werd geopend. 